# Tomaspisina fuliginosa
Tomaspisina fuliginosa är en insektsart som beskrevs av Nast 1950. Tomaspisina fuliginosa ingår i släktet Tomaspisina och familjen spottstritar. Inga underarter finns listade i Catalogue of Life.